# HD 130322
Désignations
HD 130322, formellement nommée Mönch, est une étoile naine orange de la constellation zodiacale de la Vierge. D'une magnitude apparente de 8,04, elle est trop faible pour être visible à l'œil nu. Elle est distante de ∼ 104 a.l. (∼ 31,9 pc) de la Terre.
HD 130322 est l'objet primaire d'un système planétaire dont l'unique objet secondaire connu est HD 130322 b, une planète de type Jupiter chaud.

## Propriétés
HD 130322 est une naine orange de type spectral K0V. Sa masse et son rayon sont équivalents à 88 et 90 % de ceux du Soleil, tandis qu'elle n'émet que 58 % de la luminosité solaire,. Sa température de surface est de 5 308 K.

## Système planétaire
HD 130322 b, également nommée Eiger, orbiterait à 0,088 UA de son étoile hôte, soit 13 200 000 km.
| Planète     | Masse   | Demi-grand axe (ua) | Période orbitale (jours) | Excentricité | Inclinaison | Rayon |
| ----------- | ------- | ------------------- | ------------------------ | ------------ | ----------- | ----- |
| HD 130322 b | 1,08 MJ | 0,088               | 10,724                   | 0,029        |             |       |

## Nom
HD 130322 et sa planète HD 130322 b ont été choisies pour l'édition 2019 de la campagne NameExoWorlds organisée par l'Union astronomique internationale, où chaque pays s'est vu attribuer une étoile et une planète à nommer. HD 130322 a ainsi été attribuée à la Suisse. Mönch, le nom choisi pour l'étoile, ainsi qu'Eiger, le nom de la planète, font référence à deux des principaux pics des Alpes bernoises.